# Copris obenbergeri
Copris obenbergeri là một loài bọ cánh cứng trong họ Bọ hung (Scarabaeidae).